# معركة جديدة الفضل
معركة جديدة الفضل كانت معركة خلال الحرب الأهلية السورية، التي سيطر خلالها الجيش السوري على جديدة الفضل وعرطوز واتهمته مصادر معارضة بقتل ما يصل إلى 500 شخص (بمن فيهم المقاتلون). وقد اتهم الجيش السوري، من جانبه، المعارضة بقتل مؤيدي الحكومة.

## المعركة
في 16 أبريل، انتقل الجيش السوري إلى السيطرة على بلدتي جديدة عرطوز وجديدة الفضل في ريف دمشق.
وفي 20 أبريل، كان الجيش السوري حريصا على السيطرة الكاملة على بلدة جديدة الفضل، جنوب غرب دمشق، حيث دخلت المعارضة إلى البلدة قبل أربعة أيام، وقتل 69 شخصا في المعارك التي دامت أربعة أيام، وكان معظمهم من المعارضة. وكان القتال يؤثر أيضًا على بلدة جديدة عرطوز القريبة، التي يغلب عليها الطابع المسيحي.
وفي 21 أبريل، استولى الجيش السوري على جديدة الفضل، مع ادعاءات بارتكاب مذبحة من المعارضة. وذكر المرصد السوري لحقوق الإنسان أن 250 شخصاً قتلوا منذ بداية المعركة من أجل جديدة الفضل، قبل خمسة أيام، مع قدرتهم على توثيق هوية 127 شخصاً من القتلى، بما في ذلك 27 من المعارضة. وهناك ادعاء آخر لللمعارضة، وهو أن الخسائر في الأرواح قد أودت بحياة 450. وادعى أحد النشطاء أنه شاهد 98 جثة في شوارع البلدة و86 جثة في عيادات مؤقتة تم إعدام ها ب إجراءات موجزة. وذكر ناشط آخر أن هم قاموا بتوثيق 85 شخص أُعدموا، بمن فيهم 28 شخصا قتلوا في مستشفى مؤقت. وأفادت لجان التنسيق المحلية الجماعة الناشطة المعارضة بمقتل 483 شخصا في المعركة من أجل هذه البلدة، وحوالي 300 من هم من المدنيين، و150 من المعارضة. شارك في القتال 3,000 جنديا من القوات الحكومية.
كما أبلغت وكالة أنباء الدولة الرسمية، سانا، عن انتصار الجيش السوري في البلدة، مضيفة أنه ألحق خسائر فادحة بالمعارضة. وأظهر تلفزيون الدولة السوري صورا للبلدة مع قيام الجنود بتسيير دوريات في الشوارع وبوجود جثث للمعارضة على الأرض.
وقال جمال الجولاني، وهو عضو في جماعة المعارضة التابعة لمجلس قيادة الثورة، إن هناك 270 مقاتلا من المعارضة في البلدة، وأن المعارضة ليست لديها فرصة لصد الهجوم الذي يشنه الجيش. وقال نشطاء المعارضة إن المحال التجارية تعرضت للتخريب أو النهب. وأضاف أن مئات القذائف قد أطلقت أثناء المعركة وأن 400 من المصابين كانوا في المستشفيات المؤقتة.
وتتناقض المصادر العسكرية مع روايات الناشطين عن المعركة، وقالت إن المقاطعة معروفة بدعمها للحكومة، وأن الجيش قد رد على نداءات من السكان بعد أن قامت المعارضة في البلدة بالقبض على 20 جنديا و50 من السكان. وقد نشرت المعارضة عددا كبيرا من القناصة في المدينة. وقُتل اثنان من الضباط وكثير من الجنود في اليوم الأول. وبعد تحييد القناصة بمساعدة السكان المحليين، دخل الجيش المقاطعات الأربع للبلدة، واندلعت اشتباكات عنيفة، حيث قتل 80 من المعارضة في اليوم الأول. وفي اليومين التاليين، استولى الجيش على الجزء الأخير من المدينة، حيث انسحب معظم مقاتلي المعارضة، مما أدى إلى مقتل 110 معارضا آخر في اليومين اللذين قاتلوا في هما، بمن في هم زعيمهم محمد جميل نوفل. وقد استخدمت الدبابات والمدفعية خلال اليوم الأخير للقضاء على بقايا قوات المعارضة. وأضافت المصادر العسكرية أنهم وجدوا مقبرة جماعية في جديدة الفضل، وقالت إن المعارضة تستخدمها لدفن موتاهم وجنود الحكومة ومؤيديهم المدنيين الذين قتلوا.
وقدم ناشطون من المعارضة وصفهم لهذه المعركة: قالوا إن الجيش دخل إلى الحي وانسحب منه خلال الأيام الثلاثة الأولى من المعركة، وأن 100 إلى 200 شخص قتلوا ودفنوا خلال تلك الفترة. و قال شامل الجولاني، من شبكة شام المعارضة، إن العديد من القتلى كانوا من داريا والمعضمية، حيث كان القتال مستمرا منذ شهور. و بعد الأيام الثلاثة الأولى، انسحبت قوات المعارضة، تاركين البلدة تحت سيطرة الجيش السوري. و قالت الناشطة سواسية إن جديدة الفضل مستهدفة هو لأنها حاضنة للمعارضة المسلحة ضد الحكومة.
وفي 22 أبريل، أكمل الجيش عمليته في المدينة وسحب معظم قواته، وترك الدوريات والقناصة في البلدة.